# Sophie Calle
Sophie Calle (Parijs, 1953) is een Frans beeldend kunstenares, fotografe en installatiekunstenaar.
Sophie Calle woont en werkt in Parijs. Zij verzorgde de Franse inzending voor de Biënnale van Venetië in 2007 met de tentoonstelling 'Take care of yourself, 2007'. Een overzichtstentoonstelling ter ere van het feit dat ze 20 jaar actief was als kunstenares liep in 2003 en 2004 in het Centre Pompidou te Parijs. Deze tentoonstelling opende met de installatie "Douleur Exquise".
Andere bekende installaties van haar zijn onder andere 'The sleepers', waarbij ze 24 mensen uitnodigde om in haar bed te komen slapen die ze vervolgens fotografeerde, 'The blind', waarbij ze blinden vroeg naar hun definitie van schoonheid, en 'Detective', waarbij ze zichzelf liet schaduwen door een privédetective en de foto's die hij maakte tentoonstelde.
In haar werk wordt gespeeld met identiteit, kwetsbaarheid, intimiteit en extreme gevoelens, voornamelijk pijn. Dit alles met een mild ironische toets.
Naast dergelijke installaties maakte ze in samenwerking met Gregory Shepard de film No sex last night en fungeerde ze als inspiratiebron voor het hoofdpersonage Maria uit de roman Leviathan van Paul Auster in 1992.
In 2010 won zij de Hasselblad Award.

## Werken
- Take Care of Yourself
- The Sleepers
- L'Homme au carnet, 1983 (Het adresboekje, vert. Jan de Heer, Duizend & Een, 1994)
- L'EROUV de Jérusalem, 1996 (De Eroev van Jeruzalem, vert. Rokus Hofstede, Duizend & Een, 2005)

## Tentoonstellingen (selectie)
- Art Now: Sophie Calle van 5 juni t/m 16 augustus 1998 in Tate Gallery in Londen
- M'as-tu vue Sophie in 2004 in Beaubourg
- In oktober 2009 in de Whitechapel Gallery in Londen
- Calle Sophie van 27 mei t/m 13 september 2009 in het Koninklijke Musea voor Schone Kunsten van België in Brussel
- Sophie Calle Talking to Strangers van 23 januari t/m 16 mei 2010 in Museum De Pont in Tilburg[1]